# Prosopocera infulata
Prosopocera infulata es una especie de escarabajo longicornio del género Prosopocera, categorizada en la tribu Prosopocerini, de la subfamilia Lamiinae. Fue descrita por Teocchi, Sudre & Jiroux en 2015.

## Descripción
Mide 22-29 mm de longitud.

## Distribución
Se distribuye por Costa de Marfil.